# Reinhold Bachler
Reinhold Bachler, avstrijski smučarski skakalec in trener, * 26. december 1944, Eisenerz, Avstrija.
Bachler je nastopil na treh zimskih olimpijskih igrah, v letih 1968 v Grenoblu, kjer je osvojil naslov olimpijskega podprvaka na srednji skakalnici in šesto mesto na veliki, 1972 v Sapporuu, kjer je osvojil štiriindvajseto mesto na veliki skakalnici in devetindvajseto na srednji, ter 1976 v Innsbrucku, kjer je osvojil naslov pesto mesto na veliki skakalnici in šesto na srednji. Leta 1968 je postavil svetovni rekord v smučarskih skokih s 154 metri na letalnici Vikersundbakken, veljal je eno leto. Leta 1972 je zmagal na Pokalu Kongsberg v Trbižu. Med letoma 1982 in 2000 je deloval kot trener.